# Pariétaire officinale
Parietaria officinalis
Espèce
Classification APG III (2009)
La Pariétaire officinale (Parietaria officinalis L.) est une espèce de plantes à fleurs dicotylédones de la famille des Urticaceae. C'est une plante herbacée vivace que l'on trouve souvent accrochée sur des parois rocheuses et les vieux murs (comme l'indiquent ses noms latin et français), étalant ses tiges rousses. Elle a reçu de nombreux noms vernaculaires évocateurs : Perce-muraille, Casse-pierre, Espargoule, Gamberoussette (Haute-Provence), ou encore Herbe à bouteille. Elle est couverte de poils non urticants. Son pollen peut être allergène et il contribue au syndrome du rhume des foins, surtout dans les régions du sud de l'Europe.

## Étymologie
Parietaria désignait déjà en latin une plante croissant sur les murs, peut-être une pariétaire. 
Le terme était une substantification au féminin de l’adjectif parietarius « de mur », dérivé de paries, -etis « paroi » ; officinalis officinal, c'est-à-dire en vente dans les officines des pharmaciens. Le terme vient du latin officina « atelier, officine » et fait référence aux propriétés diurétiques de la plante, allusion qui est plus explicite encore dans l'un de ses noms vernaculaires de France : « èrba pïse » (« herbe-pisse ») signalé par une étude ethnobotanique de Françoise et Grégoire Nicollier de 1984 sur les plantes de la vie quotidienne à Bagnes.

## Description
C'est une plante herbacée, parfois rougeâtre, à tige velue, dressée, peu ramifiée, assez cassante, mesurant de 10 à 70 cm de hauteur et à forte souche. 
Les poils couvrant les tiges et les nervures sont courbes et non urticants.
- Les feuilles : alternes, elliptiques-lancéolées, entières, pétiolées, elles sont atténuées aux deux extrémités.

Le limbe long de 1 à 9 cm comporte des cystolithes.
- Les fleurs : elles sont minuscules (2 à 4 mm), subsessiles, verdâtres et réunies par (3-) 5 (-7) en glomérules, à l’aisselle des feuilles et le long de la partie supérieure de la tige.

Sur la même plante, on trouve trois types de fleurs : 
1. des fleurs femelles (en général, une au centre du glomérule),
2. quelques rares fleurs mâles et
3. des fleurs hermaphrodites entourées de bractées libres et d’un périgone 4-lobé, croissant en tube campanulé (< 3 mm) après la fécondation. Les 4 étamines sont repliées dans le bouton et se redressent brutalement à l’anthèse en envoyant un nuage de pollen au loin.

La floraison s’étale d'avril-mai à octobre. Sur un même pied, la plante fleurit et pollinise deux fois : au printemps, puis une seconde fois en automne.
- Le fruit : c'est un akène, ovoïde, noir, brillant, d’environ 1,5-1,8 mm, qui reste entouré du périgone sec (accrescent pour la fleur hermaphrodite, non accrescent pour la fleur femelle).

### Galerie d'images

Parietaria officinalis
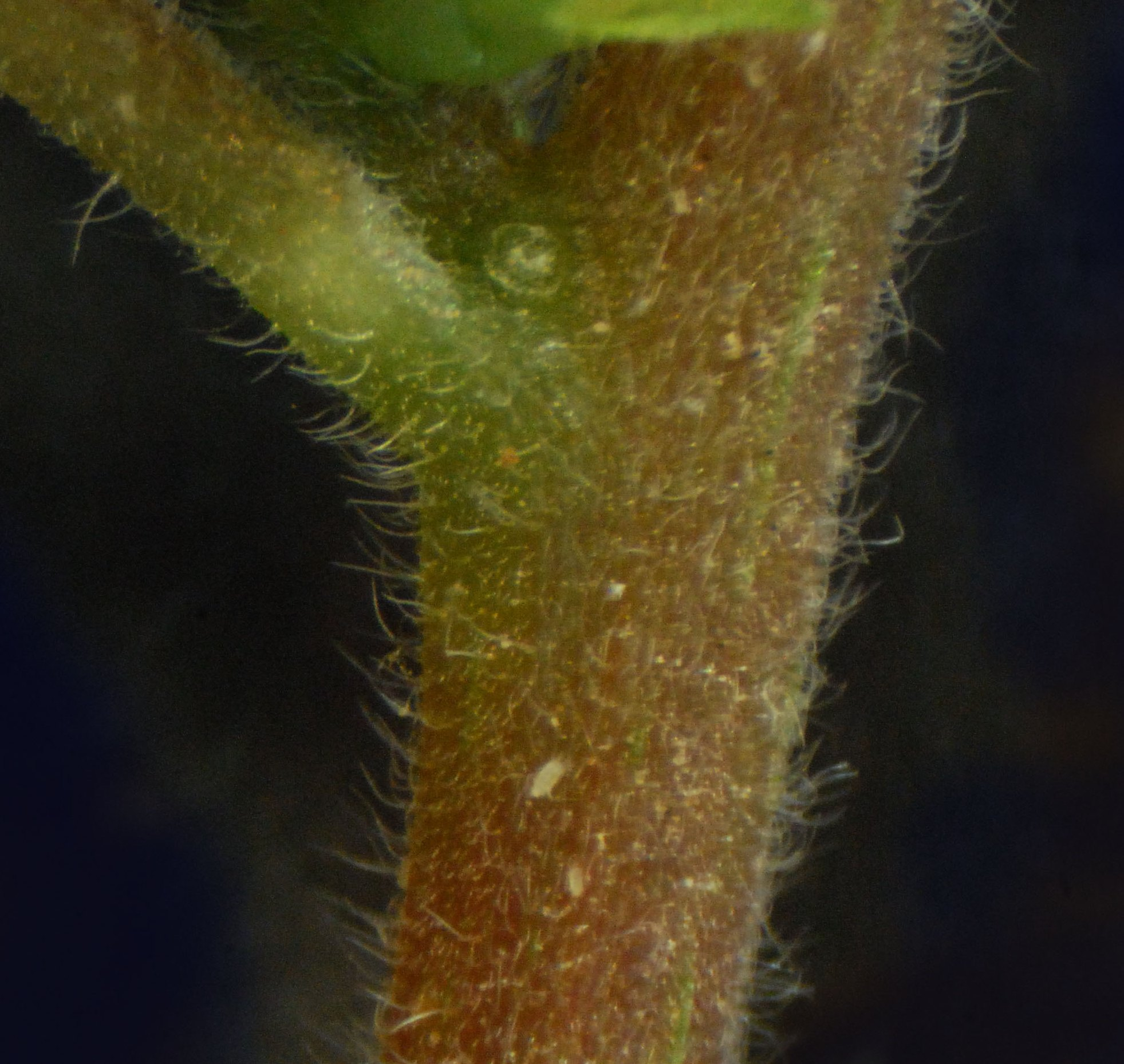
Poils courbes.
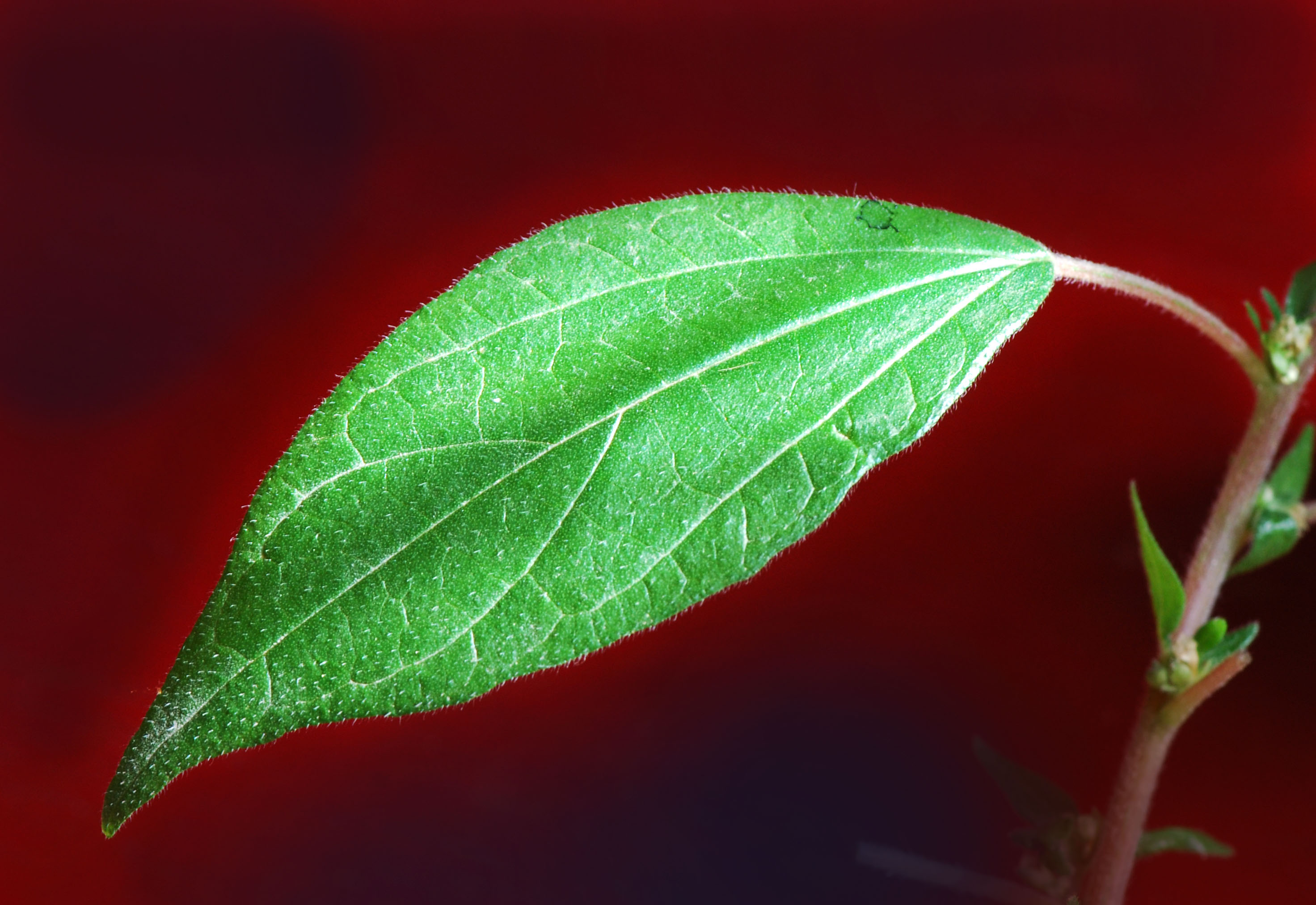
Feuille.
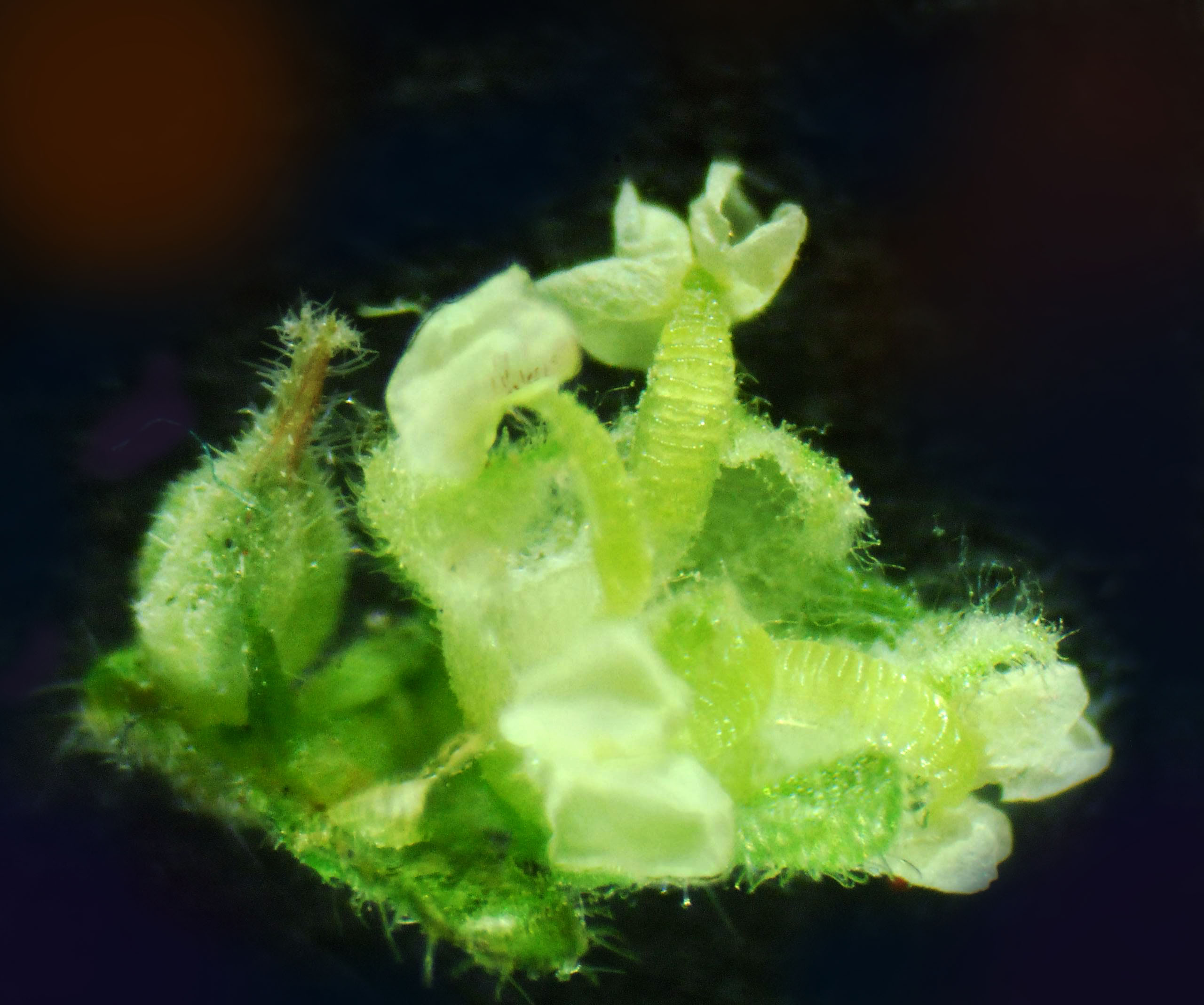
Fleurs unisexuées : femelle et mâle.
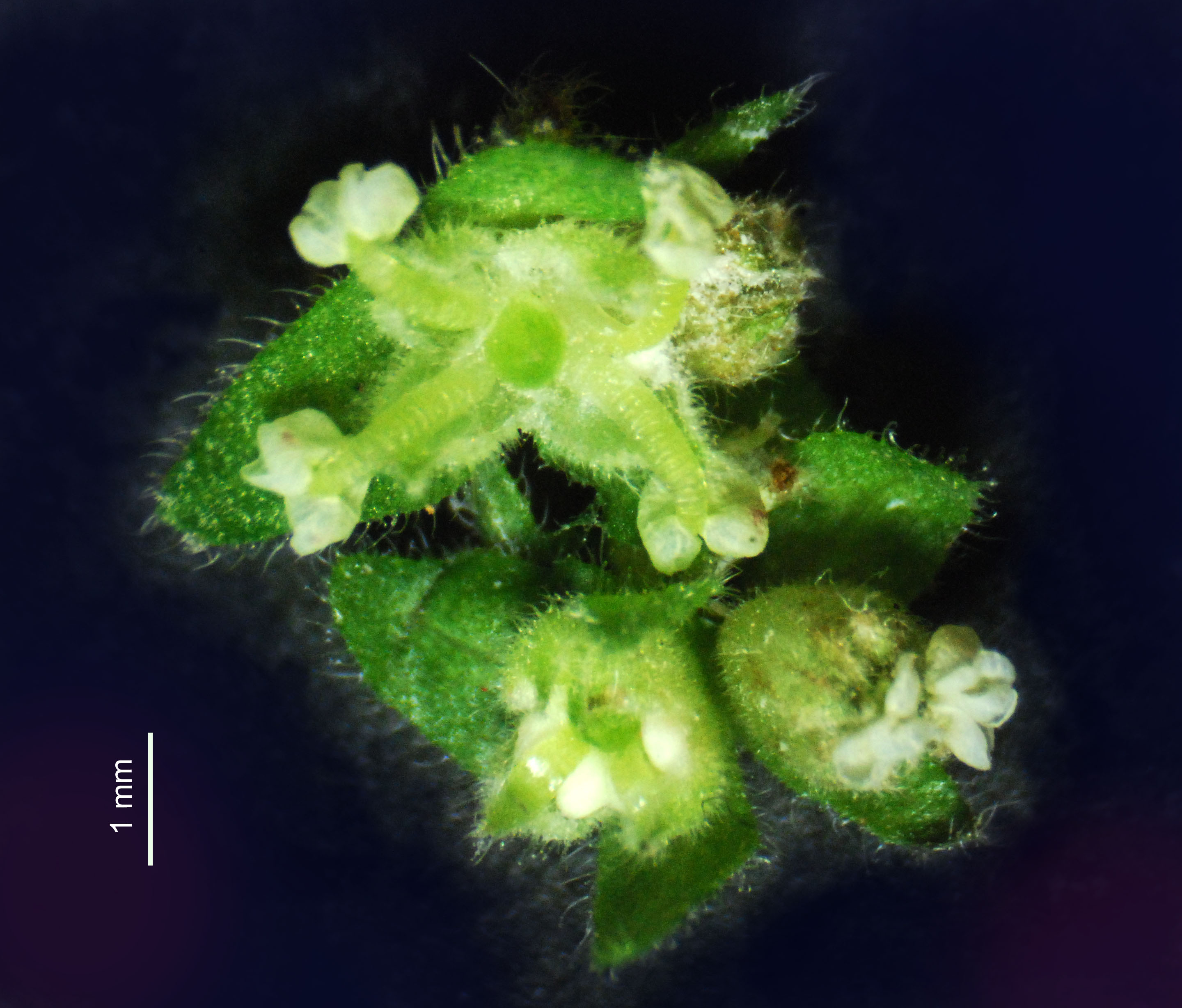
3 fleurs dont une hermaphrodite avec les étamines déployées.
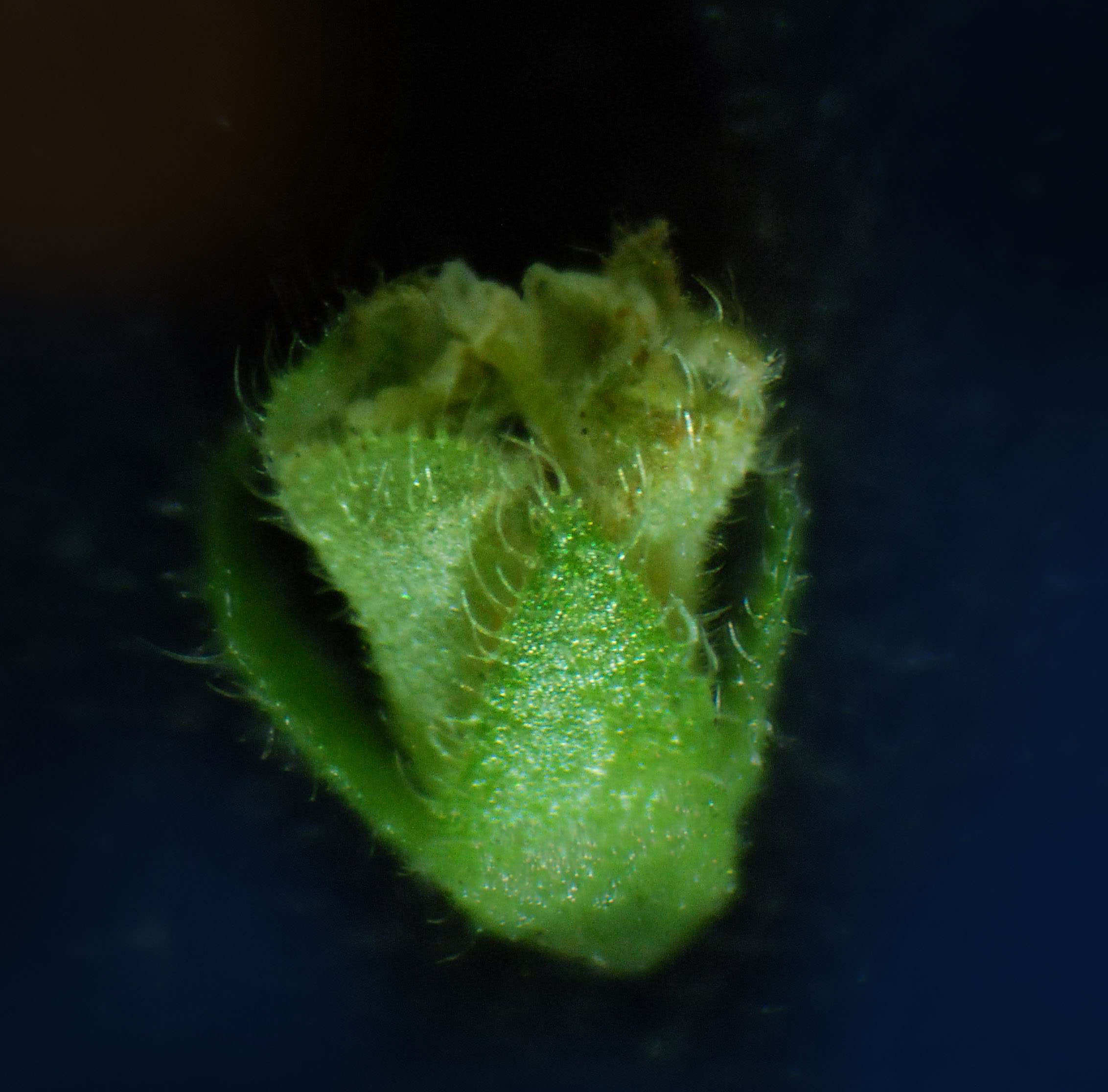
Fleur hermaphrodite, bractées et périgone après fécondation.

### Risques de confusion
Elle peut être confondue avec P. judaica, mais cette dernière a des tiges cespiteuses et sous-frutescentes et vivaces, alors que celles de la Parietaire commune (P. officinalis)
est ordinairement herbacée et annuelle

### Répartition
On la trouve en Europe méridionale et centrale et en Asie du sud-ouest.
Elle est plus abondante dans le sud de l'Europe qu'au nord. 
En France, elle est très présente en Corse, en France méditerranéenne et à l'Ouest ; elle est beaucoup plus rare dans le Nord.

### Habitats
Elle affectionne plus spécialement les terrains secs ou bien drainés, les rochers ou les éboulis, les friches, ruines, décombres et chantiers. C'est une plante rudérale qui pousse souvent au pied des murs et sur les vieux murs. Elle s'accommode même des endroits ombragés.

## Allergénicité
Le pollen de cette espèce est réputé très allergisant, toute comme celui de l'espèce proche Parietina judaica qui produit des polypeptides semblables sont deux semblent allergènes ce qui explique de possibles allergies croisées. 
Il est répandu dans l'air par le vent, durant une période aussi importante que celle des graminées, d'abord en avril-mai puis à l'automne jusque mi-octobre (selon la région et l'altitude) ; au printemps et à l'automne la durée d'émission de pollen est d'environ une semaine (ex : une semaine en juin 2015, puis une seconde émission le 15 septembre). 
Bien que très fin (10 à 15 μm de diamètre) et très léger (0,65 ng) ce pollen ne semble curieusement pas transporté loin.
Les pollinoses à la pariétaire sont rares chez les enfants de moins de 15 ans et concernent surtout les personnes nouvellement installées dans une région exposée. Elles se manifestent par des démangeaisons des yeux, du nez et de l’arrière gorge (rhinite allergique saisonnière, le « rhume des foins »).
Le pollen des diverses espèces de pariétaires est responsable dans les pays du pourtour méditerranéen de rhinoconjonctivites persistantes et d’asthmes sévères.
Le pollen de pariétaire officinale peut induire des réactions allergiques croisées fortes avec les pollens de pariétaire de Judée, d’ortie et de cannabis.
Les allergènes majeurs du pollen de Parietaria officinalis sont des glycoprotéine, et plus précisément des protéines de transfert de lipides, qui sont connues chez les plantes comme protéines de défense jouant un rôle protecteur contre les attaques bactériennes et fongiques.

### Composants
- Salpêtre (nitrate de potassium),
- Flavonoïdes : hétérosides de quercétol, kaempférol et d’isorhamnétine
- Glucoprotéines (dont PTL), mucilages
- Tanin

### Utilisations

#### Alimentation
L'espèce n'a pas grande réputation culinaire, mais si comme l'indique la note de l'édition Flacelière-Chambry, la plante vulnéraire dite en grec ancien παρθένιον - parthenion (par reconnaissance envers Athéna Parthénos) est bien celle dont se nourrirent les Athéniens affamés, la pariétaire pourrait avoir été consommée lors des disettes dans la Grèce antique, avant l'époque d'Aristophane et de Plutarque.

#### Agroécologie
N'étant pas porteuse de maladies des plantes cultivées, et pouvant dans une certaine mesure concurrencer certaines adventices indésirables des champs, elle pourrait avoir un intérêt en agroécologie (pour le maraichage bio par exemple) en abritant des invertébrés utiles à l'agriculture. Comme d'autres plantes testées pour cet usage, elle abrite quelques phytophages mais en faible quantité et elle peut aussi abriter leurs prédateurs, mais d'autres espèces semblent plus performantes pour assez rapidement couvrir le sol pour concurrencer les indésirables .

#### Médecine traditionnelle
« Bien connue des médecins des premiers siècles, qui l'indiquaient dans la toux, les maux de gorge, les maladies de peau, les tumeurs, les traumatismes, célébrée comme vulnéraire et antilithiasique contre la formation des calculs rénaux] à la Renaissance, elle gardera de nombreux usages jusqu'au XVIIIe siècle ». 
Dioscoride (ibid.) recommande l'emploi de ses feuilles, rafraîchissantes et astringentes, « pour toute sorte d'inflammation et pour les enflures » Et Pline (XXII, 43 ; traduction par J. André)  reconnaît à son suc « des vertus toutes spéciales pour les déchirures, les ruptures, les chutes de hauteur d'homme ou d'un lieu élevé, par exemple quand une voiture verse ». 
Elle est ensuite très dénigrée au XIXe siècle, et finalement peu usitée officiellement de nos jours, malgré une expérimentation favorable.[réf. nécessaire]
Au XXe siècle, elle reste localement utilisée , y compris parfois contre les contusions, ce pourquoi J. Valent la recommande encore en 1979 . En Grèce elle « est encore aujourd'hui utilisée par les paysans en compresses sur les contusions et les enflures », écrivait en 1984 H. Baumann .
« Riche en mucilage et en nitrate de potasse, la pariétaire est adoucissante et puissamment diurétique. 
L'infusion (10 g de plante fraîche bien lavée, ou 15-30 g de plante sèche, par litre d'eau ; aromatiser au zeste de citron, au fenouil, etc. ; 4 tasses par jour) est indiquée dans diverses affections (lithiase urinaire, strangurie, oligurie, cystite, néphrite, hydropisie, congestion pulmonaire, grippe). Elle est considérée également comme dépurative, cholagogue, antirhumatismale en pratique populaire. Le suc a été prescrit dans certains troubles nerveux, contre l'épilepsie, les syncopes, les menaces d'éclampsie ; en usage externe, elle peut être appliquée sur les hémorroïdes, les inflammations, les ulcères »

Jadis, en infusion, son indication préférentielle était pour les maladies des voies urinaires (néphrite en particulier).
Les cataplasmes de feuilles broyées ont une action lénitive sur les brûlures superficielles.